# Léopold Kaufmann
Pour les articles homonymes, voir Kaufmann.
Léopold Kaufmann (né le 5 mai 1885 à Ettendorf dans le Bas-Rhin et mort le 25 septembre 1942 à Auschwitz) est un ministre-officiant (Hazzan) à Obernai, déporté par le convoi no 35, du 21 septembre 1942, du camp de Pithiviers vers Auschwitz et assassiné à son arrivée. Il est déclaré Mort pour la France.

## Biographie
Léopold Kaufmann naît le 5 mai 1885, à Ettendorf (Bas-Rhin) du mariage de Jonas Kaufmann, commerçant, et de Julie Roos. Il a un frère, Arthur Kaufmann, né le 17 avril 1884 à Ettendorf et mort le 11 avril 1970 à Strasbourg. 

### Obernai
Il est ministre-officiant (Hazzan) à Obernai. Il influence le futur directeur du séminaire israélite de France (SIF), le grand-rabbin Henri Schilli, sur la liturgie juive alsacienne.
Il se marie le 20 mars 1939 à Obernai avec Emma Bender.

### Seconde Guerre mondiale
Léopold Kaufmann se réfugie avec sa famille en 1940 à Bourbonne-les-Bains (Vosges). 
Devant le danger d'arrestation, il tente de passer en zone libre. Il est arrêté à Lons-le-Saunier (Jura). Il est transféré à Champagnole (Jura) puis au fort d'Hauteville près de Dijon. Il est ensuite transféré au camp de Drancy. Il est déporté par le convoi No. 35, du 21 septembre 1942, du camp de Pithiviers vers Auschwitz et assassiné à son arrivée, le 25 septembre 1942. Il est déclaré Mort pour la France. Il est âgé de 57 ans.
Sa dernière adresse est: Chantier forestier à Aubérive (Marne).

### Famille
Il a une fille, Georgette, qui se marie en 1938 avec le Hazzan Élie Meyer (1910-1996).